# ツノナス
ツノナス（角茄子、Solanum mammosum）は、ブラジル原産のナス科の独特な形の果実をつける植物である。一年生植物との表記が多いが日本などの高緯度の国々でのことであり、原産地の低緯度地域では実際は冬を越す。

## 特徴
茎と葉脈に鋭いとげがある。葉は心臓形で、花は星形で紫色。果実は黄色の卵形に角状の突起がある。開花時期は夏季。主に観賞用として栽培されている。他のナス科の植物と同様に毒性がある。全草に有毒なソラニンが多く含まれるため食用できない。

## 分布
南アメリカ原産だが、大アンティル諸島、中央アメリカ、及びカリブ海で帰化した。

## 利用
主に観賞用として栽培されている。稀に洗剤としても利用される。中国では、黄金色は縁起が良いため、黄金色をしている果実の本種が正月飾りとして用いられる。

## 名称
果実がキツネの顔に似ていることからフォックスフェイスやキツネナス（狐茄子）とよばれる。また、カナリアがとまっているように見えることからカナリアナス（金糸雀茄子）とも呼ばれる。
英語では果実の形から、"nipplefruit"（乳首状の果実）や"Cow's Udder"（牛の乳房）、"Apple of Sodom"（ソドムのリンゴ）などと呼ばれる。

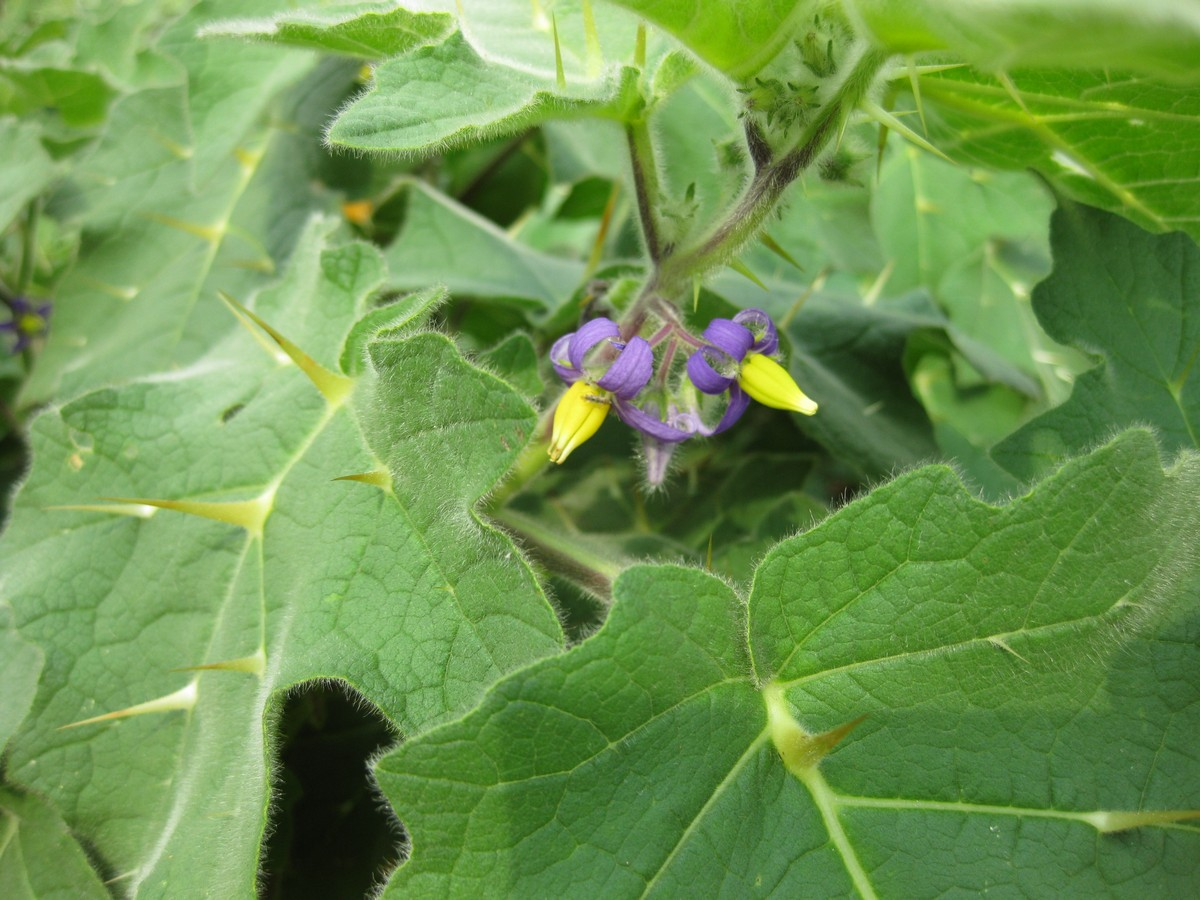
ツノナスの葉と花

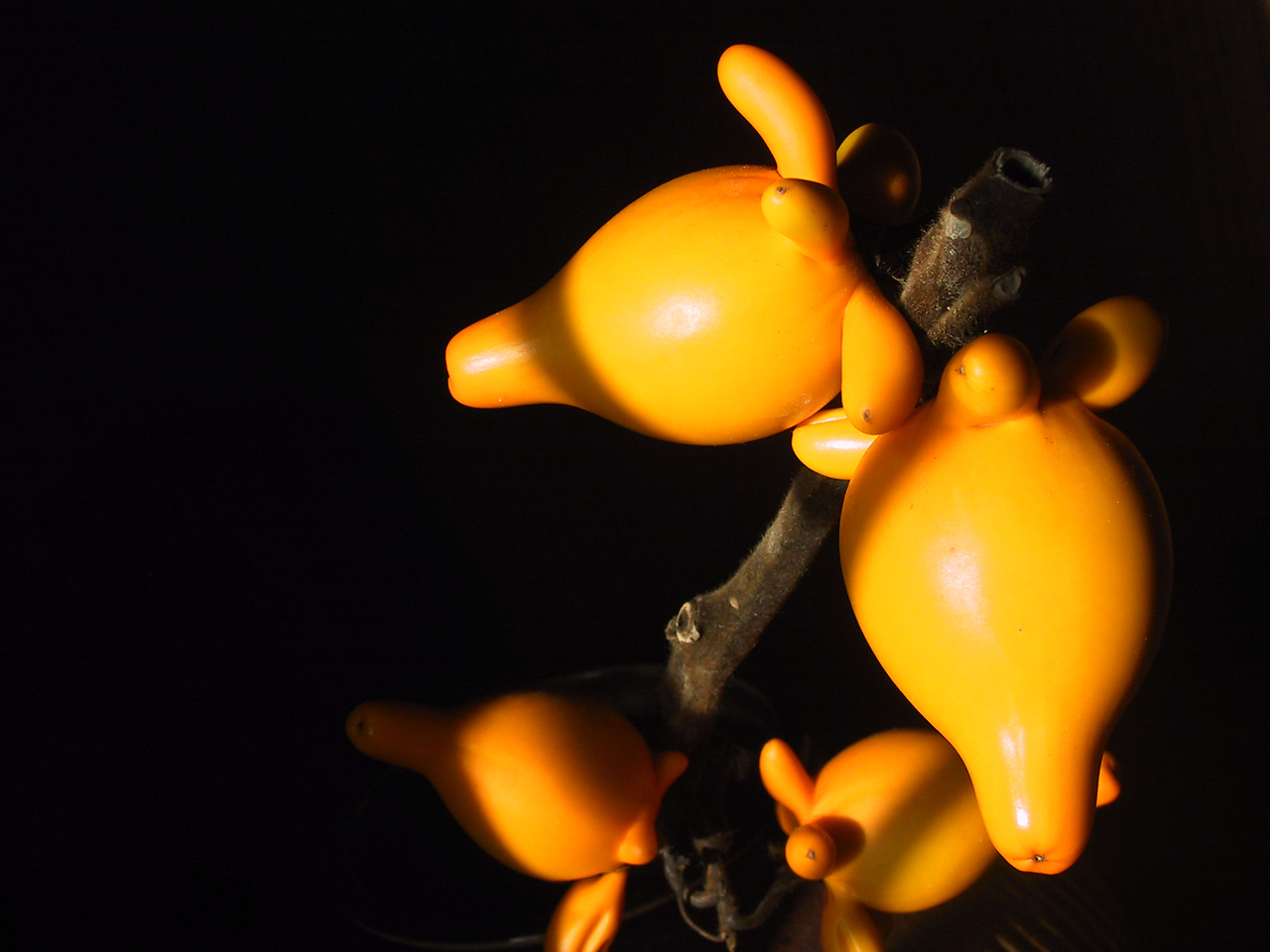
果実

## シノニム
- Solanum corniculatum E.André
- S. cornigerum E.André
- S. globiferum Dunal
- S. mammosum var. corniculum Ridl.
- S. mamosissimum Ram.Goyena
- S. platanifolium Sims
- S. villosissimum Zuccagni